# Xã West St. Clair, Quận Bedford, Pennsylvania
Xã West St. Clair (tiếng Anh: West St. Clair Township) là một xã thuộc quận Bedford, tiểu bang Pennsylvania, Hoa Kỳ. Năm 2010, dân số của xã này là 1.730 người.